# Charis Yulianto
Charis Yulianto (Blitar, 11 luglio 1978) è un ex calciatore indonesiano, di ruolo difensore.

## Caratteristiche tecniche
Era un difensore centrale.

## Carriera

### Club
Ha cominciato a giocare all'Arema Malang. Nel 2002 si è trasferito al PSM Makassar. Nel 2005, dopo una breve esperienza al Persija, è passato al Persib. Nel 2007 è stato acquistato dallo Sriwijaya. Nel 2010 si è trasferito al Persela Lamongan. Nel 2011 è passato al Pro Titan. Nel 2012 è stato acquistato dall'Arema Malang, con cui ha concluso la propria carriera.

### Nazionale
Ha debuttato in Nazionale nel 2004. Ha messo a segno la sua prima rete con la maglia della Nazionale il 3 gennaio 2005, in Malesia-Indonesia (1-4), semifinale della AFF Cup 2005, in cui ha siglato la rete del momentaneo 1-2. Ha partecipato, con la Nazionale, alla Coppa d'Asia 2007. Ha collezionato in totale, con la maglia della Nazionale, 37 presenze e due reti.